# Georgette Thiollière-Miller
Georgette Thiollière-Miller, francoska alpska smučarka, * 7. maj 1920, Chamonix, Francija.
Nastopila je na Olimpijskih igrah 1948, kjer je osvojila četrto mesto v slalomu, ter Svetovnem prvenstvu 1950, kjer je osvojila bronasto medaljo v smuku.
Tudi njena sestra Suzanne Thiollière je bila alpska smučarka in udeleženka olimpijskih iger.